# Танна (фільм)
«Танна» (англ. Tanna) — австралійсько-вануатський драматичний фільм, знятий Мартіном Батлером і Бентлі Діном. Світова прем'єра стрічки відбулась 7 вересня 2015 року на Венеційському кінофестивалі. Фільм розповідає історію забороненного кохання.
Фільм був висунутий Австралією на премію «Оскар» за найкращий фільм іноземною мовою.

## У ролях
- Марі Вава — Вава
- Мунгау Дейн — Дейн
- Марселін Рофіт — Селін

## Виробництво
«Танна» є першим фільмом, повністю знятим у Вануату.

## Визнання
| Нагороди та номінації фільму «Танна» | Нагороди та номінації фільму «Танна»  | Нагороди та номінації фільму «Танна»             | Нагороди та номінації фільму «Танна» | Нагороди та номінації фільму «Танна» | Нагороди та номінації фільму «Танна» |
| Рік                                  | Кінопремія / Кінофестиваль            | Категорія / Нагорода                             | Номінант                             | Результат                            |                                      |
| ------------------------------------ | ------------------------------------- | ------------------------------------------------ | ------------------------------------ | ------------------------------------ | ------------------------------------ |
| 2015                                 | Венеційський кінофестиваль            | Нагорода Fedeora за найкращу операторську роботу | Бентлі Дін                           | Перемога                             |                                      |
| 2015                                 | Венеційський кінофестиваль            | Нагорода «Міжнародного тижня критики»            | «Танна»                              | Перемога                             |                                      |
| 2015                                 | Лондонський міжнародний кінофестиваль | Найкращий дебютний фільм                         | «Танна»                              | Номінація                            |                                      |
| 2015                                 | Загребський кінофестиваль             | «Золота коляска» за найкращий фільм              | «Танна»                              | Номінація                            |                                      |